# Leucania fiyu
Leucania fiyu är en fjärilsart som beskrevs av Márton Hreblay. Leucania fiyu ingår i släktet Leucania och familjen nattflyn. Inga underarter finns listade i Catalogue of Life.